# Стрелящи ангели
„Стрелящи ангели“ е български игрален филм (фантастичен) от 1994 година на режисьора Владимир Щерянов, по сценарий на Златина Фенерджиева и Александър Фридрихсън. Оператор е Алексей Шейнин. Музиката във филма е композирана от Александър Беляев.

## Сюжет
Филмът е копродукция на Русия и България. Руското му име е „Стреляющие ангелы“, оригиналният език е руски.

## Актьорски състав
- Рупърт Еверет
- Албена Чакърова
- Златина Фенерджиева
- Степан Михалков